# Architettura coloniale statunitense

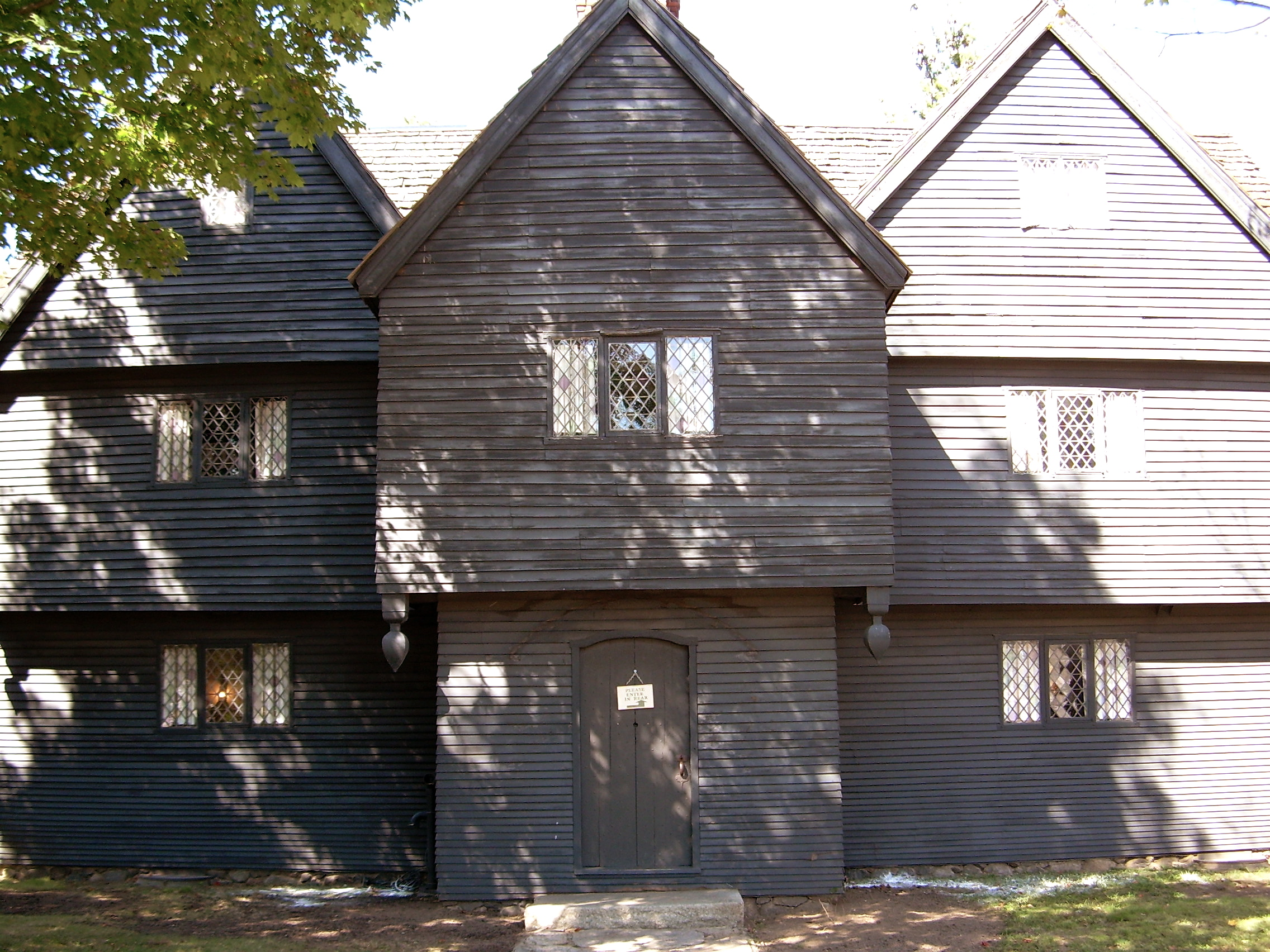
Corwin House, Salem, Massachusetts, costruita nel 1660 circa, appartenente al Primo Periodo Inglese

L'architettura coloniale americana è una corrente che si sviluppò a partire dal XVII secolo e continuò sino all'inizio del XIX. Con tale termine è solito definirsi lo stile architettonico associato al periodo coloniale negli Stati Uniti, comprendendo il Primo Periodo Inglese (tardo medioevo), l'Architettura coloniale francese, l'Architettura coloniale spagnola, l'Architettura coloniale olandese e l'Architettura georgiana. Questi stili vennero associati a case, chiese e uffici di governo sorti tra l'inizio del XVI e l'inizio del XIX secolo.
Nell'ambito degli Stati Uniti si riconoscono diversi stili d'architettura coloniale regionale. Lo stile coloniale delle 13 colonie originarie fu fortemente influenzato dallo stile e dalla tecnica inglese o in generale europea. Nella Nuova Inghilterra, le case nel corso del XVII secolo vennero costruite principalmente in legno. Le strutture coloniali olandesi, costruite prevalentemente nella Valle del fiume Hudson, a Long Island, e nel New Jersey settentrionale, riflettono stili di costruzione tipici dell'Olanda e delle Fiandre con l'uso di pietra e mattoni in misura maggiore che nella Nuova Inghilterra. Nel Maryland, in Virginia e nella Carolina del Nord e del Sud, si sviluppò uno stile definito "Southern Colonial", caratterizzato da grandi sale e da passaggi centrali, con camini sporgenti dal tetto dell'abitazione. Nel corso meridionale del Fiume Delaware, i coloni svedesi introdussero in America l'uso delle capanne di legno (log cabin). Uno stile spesso definito "Pennsylvania colonial" apparve successivamente (dopo il 1681) ed incorporò le influenze dell'Architettura georgiana. Lo stile "Pennsylvania Dutch" è riconoscibile ed è un'unione tra lo stile Pennsylvania colonial e lo stile dei migranti tedeschi del XVIII secolo.
Altre tipologia di architetture negli Stati Uniti riflettono le tradizioni delle potenze coloniali che controllavano le diverse regioni. Lo stile architettonico della Louisiana è ad esempio perfettamente accorpabile a quello francese coloniale, mentre quello spagnolo coloniale che evoca il rinascimento ed il barocco è presente in Messico, ma può trovarsi anche in Florida, Louisiana, Nuovo Messico, Texas, Arizona e California.

## Sottotipi

### First Period
Col termine di First Period (o Primo Periodo) si designa lo stile di costruzione utilizzato dai primi coloni inglesi a Jamestown, in Virginia (1607) ed a Plymouth, nel Massachusetts (1620) e successivamente dalle altre colonie britanniche sulla sponda orientale del Nord America.
Queste strutture sono caratterizzate da tetti spioventi, ambienti con finestre piccole e con vetri piombati (per via della scarsità di vetro nelle colonie), ricche decorazioni (ovviamente solo nelle case più ricche) e un massiccio camino centrale. Per massimizzare la luce naturale nei climi settentrionali, le prime case vennero costruite a sud-est, senza riguardi per l'allineamento con le strade esistenti. Sull'altro fronte, le colonie a sud, costruirono case con facciata a nord-ovest per il medesimo motivo.

### Architettura coloniale francese

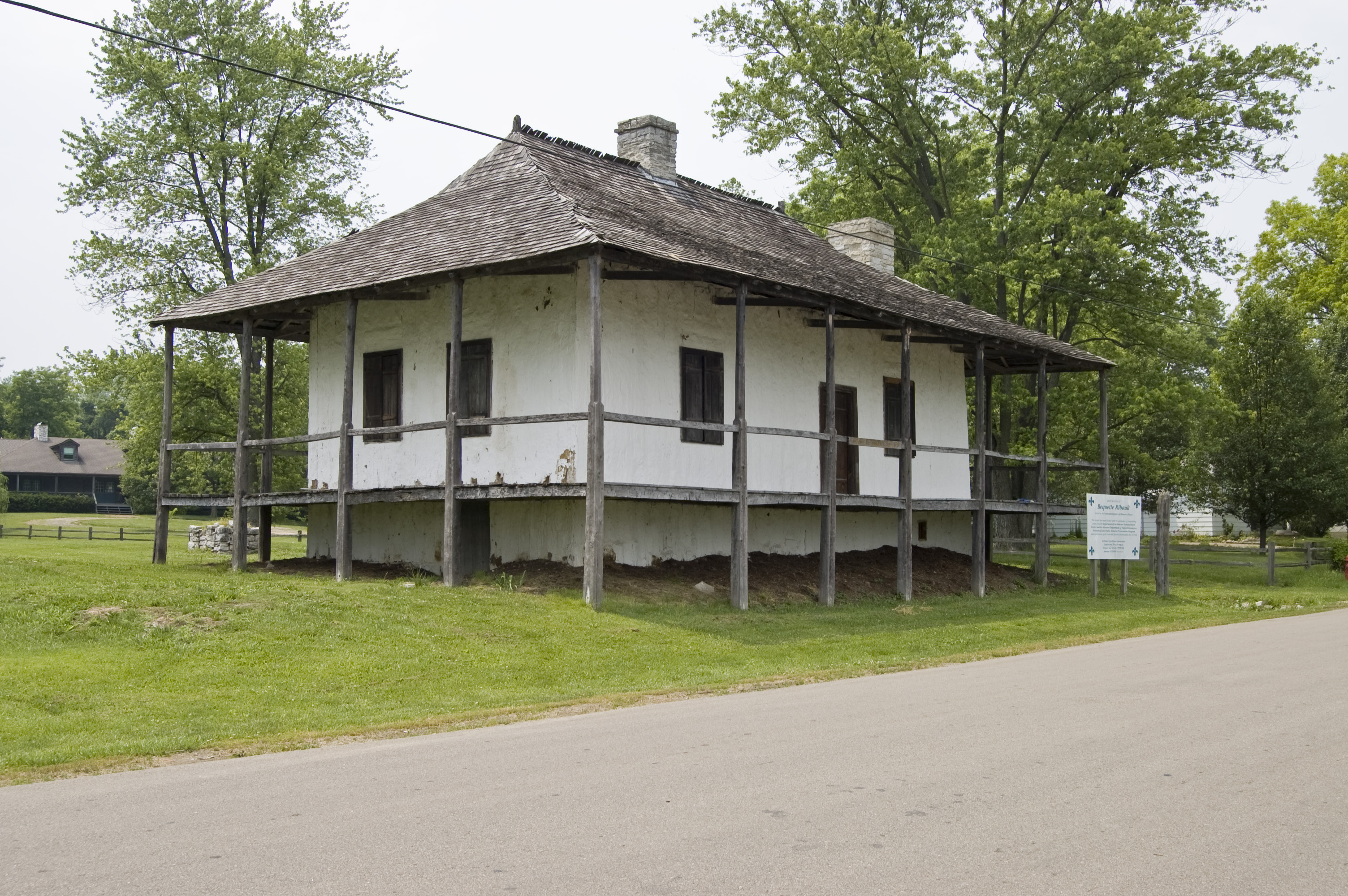
La Bequette–Ribault House a Ste. Geneviève, Missouri, 1778 c., stile coloniale francese

Sviluppatosi nelle aree di colonizzazione francese del Nord America, lo stile architettonico coloniale francese ebbe i primi esempi a Québec nel 1608 ed a New Orleans, Louisiana nel 1718, così come lungo il Mississippi sino al Missouri.
Le prime case coloniali francesi della valle del Mississippi furono le poteaux-en-terre, sopralzate dal terreno e costituite da una palizzata di legno di cedro per portico tutt'intorno. Queste case presentavano inoltre un tetto a doppio spiovente.
Dal 1770, lo stile coloniale basico riuscì ad evolversi nel briquette-entre-poteaux riconoscibile nelle aree storiche di New Orleans ed in altre aree minori. Queste case avevano porte a due imposte, tetti svasati a padiglione, abbaini e imposte.

### Architettura coloniale spagnola

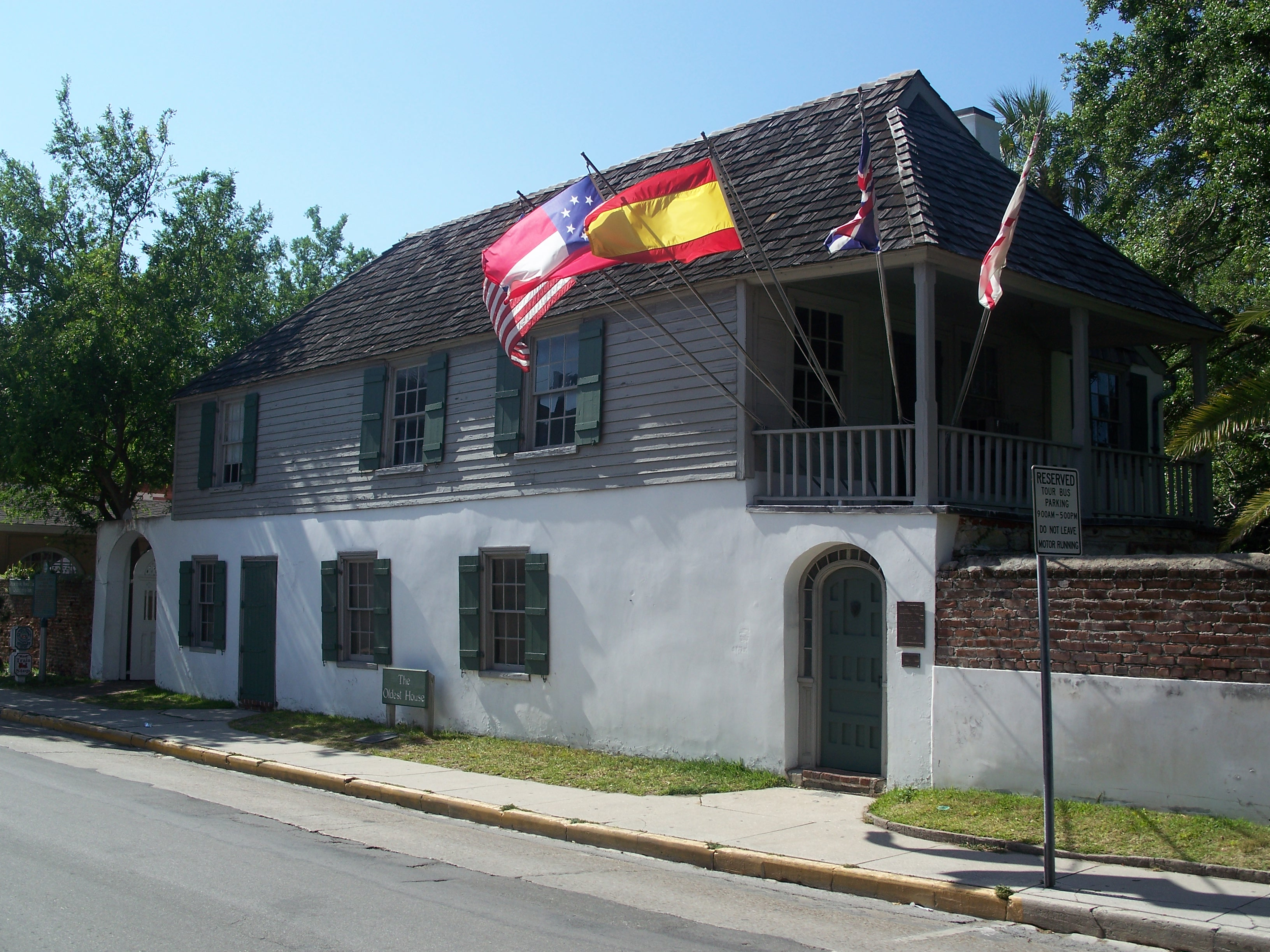
Gonzalez–Alvarez House, St. Augustine, Florida, 1723, architettura coloniale spagnola

Sviluppatasi grazie ai primi insediamenti spagnoli nei Caraibi ed in Messico, l'architettura coloniale spagnola negli Stati Uniti può ritrovarsi con begli esempi a St. Augustine, in Florida, la più antica città della regione, fondata nel 1565. Nella Florida spagnola imperava la "board house", un piccolo cottage solitamente di una sola stanza costruita con tavole di legno dolce e tetti in paglia. Durante il XVIII secolo, le "common houses" erano rivestite in malta di calce con conchiglie d'ostriche. Le case erano generalmente a due piani con portici aperti per mitigare il clima caldo della Florida.
Lo stile si sviluppò anche nel sud-ovest degli Stati Uniti a Pueblo dove lo stile si fuse con le influenze indigene dando vita all'architettura del popolo pueblano.
In Alta California, attuale California, lo stile si sviluppò in maniera differente per la mancanza di manodopera specializzata e di materiali adatti, divenendo pertanto più simile alla struttura di costruzione delle missioni religiose dell'area, soprattutto tra il 1769 ed il 1823. I Ranchos erano realizzati con la tipica tecnica dell' adobe.

### Architettura coloniale olandese

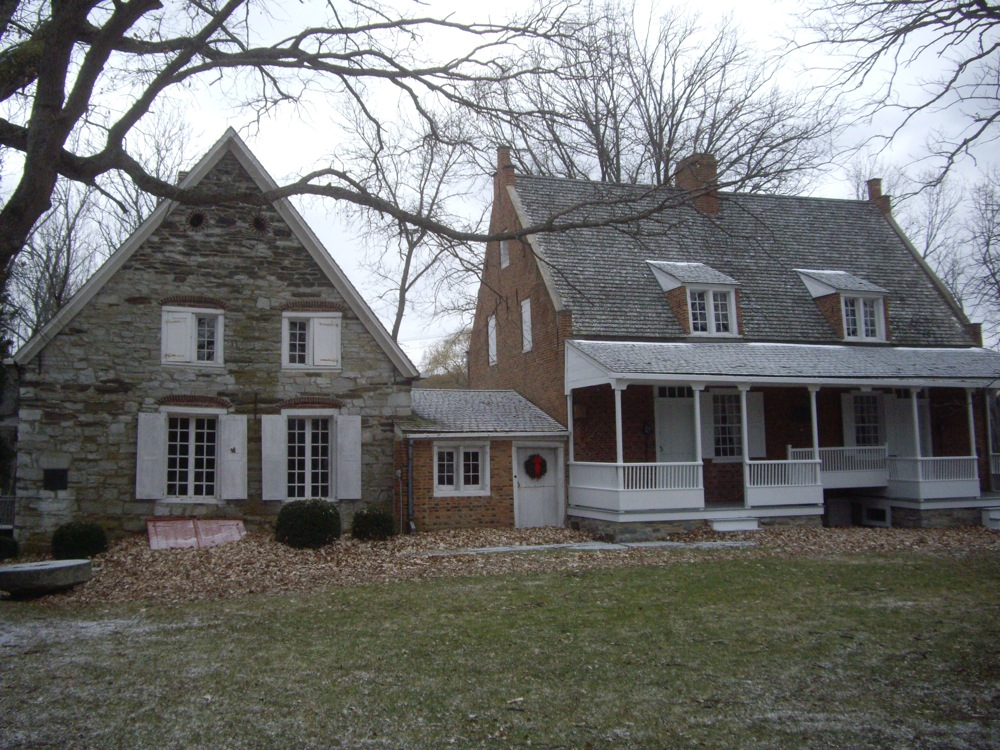
Bronck House, Coxsackie, NY, 1663; architettura coloniale olandese

L'architettura coloniale olandese si sviluppò attorno al 1630, ovvero in coincidenza con l'arrivo dei primi coloni olandesi a costituire l'insediamento di New Amsterdam e nell'area del fiume Hudson dove attualmente sorge New York ed a Bergen nell'attuale New Jersey. Inizialmente i coloni olandesi erano soliti realizzare piccoli cottages di una sola stanza con muri in pietra e tetti a spioventi che permettevano talvolta la costruzione anche di un secondo piano, case molto comuni nella New Amsterdam del 1670.
Nelle campagne della valle dell'Hudson, invece, i contadini olandesi realizzarono case lineari e su un unico piano, adottando verso il 1720 il caratteristico tetto gambrel sullo stile inglese, con l'aggiunta di tipiche sporgenze sulla parte frontale e sul retro per proteggere la malta che legava i muri che era perlopiù a base di fango locale e prevenirne così l'erosione per l'azione degli agenti atmosferici.

### Architettura coloniale tedesca
Tale architettura si sviluppò dopo il 1675 quando la valle del fiume Delaware (Pennsylvania, New Jersey e Delaware) vide l'insediamento di immigrati da Svezia, Finlandia, Scozia, Irlanda, Germania e altre nazioni nordeuropee. I primi coloni della regione adattarono lo stile definito "half-timber", tipico dell'Europa, con l'uso di legname a vista unito ai mattoni per la costruzione dei muri.
Il genere "bank house" era molto popolare durante questo periodo, soprattutto all'interno di aree collinari che prevenivano dagli inverni freddi e dalla calura estiva.
Case a due piani di questo stile erano comuni in Pennsylvania.

### Architettura coloniale medioatlantica

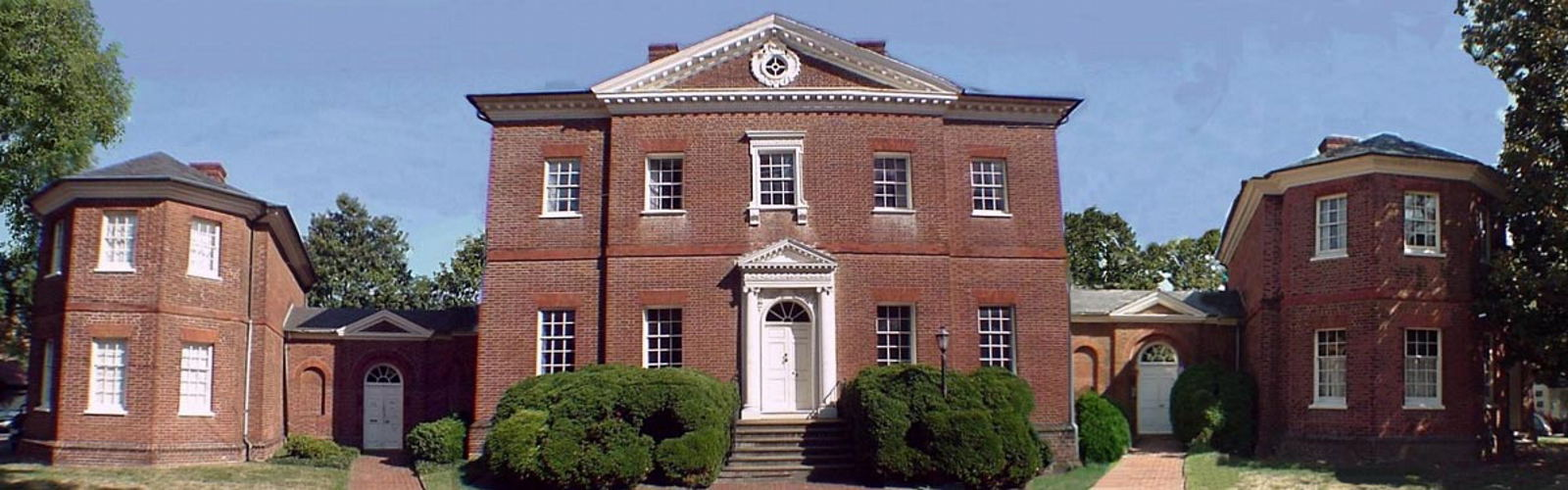
Facciata principale della Hammond–Harwood House ad Annapolis

Nella regione attorno a Chesapeake Bay nella costa orientale americana, si insediarono essenzialmente immigrati provenienti dalle Isole Britanniche. Le case tipiche costruite dai coloni dell'area tra il primo insediamento (1607) e la fine del governo britannico (1776) seguirono la tipica pianta ad "I" (definite non a caso I-house), con camini evidenti all'esterno e l'uso sia di mattoni che di legname a vista.
L'architettura accademica vera e propria in questo senso lasciò solo esempi limitati per la mancanza di personale qualificato. Il più bell'esempio di questo stile architettonico può essere considerata la Hammond–Harwood House di Annapolis, nel Maryland, eretta nel 1774. L'abitazione venne infatti modellata sul disegno di Villa Pisani a Montagnana, in Italia, creata dall'architetto rinascimentale Andrea Palladio e descritta ne I quattro libri dell'architettura (1570). L'architetto coloniale William Buckland adattò il disegno originale della villa palladiana alle esigenze climatiche della regione di Chesapeake Bay, contraddistinta da inverni più miti.

### Architettura coloniale georgiana

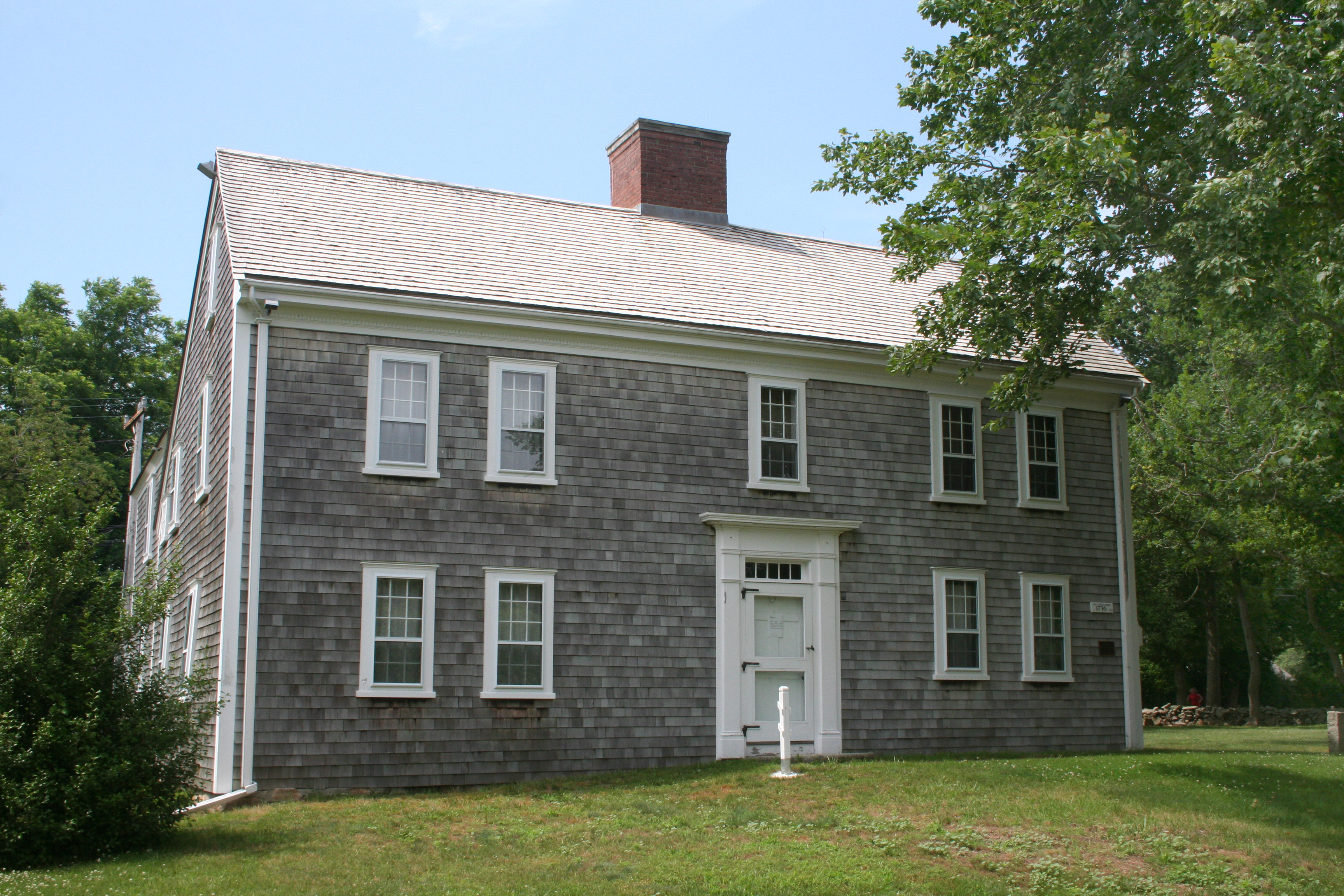
Josiah Dennis House, Dennis, Massachusetts, 1735, architettura coloniale georgiana

Le costruzioni di stile georgiano furono popolari durante il regno di Giorgio II e Giorgio III d'Inghilterra. Costruite in mattoni con cornici, colonne e decorazioni in legno dipinti di bianco o di giallo tenue. Spesso queste costruzioni erano contraddistinte dalla presenza di molti camini a comignolo sul tetto.
Le case di stile coloniale georgiano erano spesso contraddistinte dalla presenza di una serie di ambienti funzionali alla famiglia come il salotto, la sala da pranzo e una sala di ritrovo comune. Le camere da letto erano solitamente poste al secondo piano.